# Salqin
Salqin (em árabe: سلقين) é uma cidade no noroeste da Síria, administrativamente parte da  província de Idlib. Localidades próximas incluem Kafr Takharim a sudeste, Abu Talha ao sul e Dalbiyah ao sudoeste. A cidade é também o centro administrativo do anaia (subdistrito) de mesmo nome. Ela tinha uma população de 23 700 em 2004. Seus habitantes são predominantemente muçulmanos sunitas, embora haja também uma pequena  comunidade  alauíta.
A cidade está situada no sul do vale do Rio Orontes e tem uma altitude de 460 metros acima do nível do mar. Oliveiras e outras árvores frutíferas cercam Salqin. Ela exporta produtos a partir desses pomares, bem como legumes. A agricultura é favorecida pelo grande número de nascentes em Salqin.
Salqin foi mencionada pelo historiador muçulmano medieval Izz al-Din ibn al-Halabi Shaddad como o local de uma das 22 fortalezas abandonadas ou em ruínas na região de Alepo, provavelmente foi destruídas durante as invasões mongóis da Síria nos meados do século XIII. Os mamelucos, que conquistaram o poder na região naquele tempo não reconstruiram a fortaleza em Salqin.
Em novembro de 2012, durante a guerra civil síria, os rebeldes sírios capturaram a cidade das forças do governo. De acordo com ativistas anti-governo, cerca de 70% dos moradores de Salqin ainda apoiam o governo de Bashar al-Assad, em janeiro de 2013. Isto levou a tensões, mas nenhuma violência significativa entre os dois lados.